# Metamorfismo regionale
Il metamorfismo regionale si verifica quando ampie parti di crosta terrestre vengono sottoposte a elevate temperature e pressioni. Queste condizioni, che si generano in zone di collisione tra placche, causano profonde mutazioni nella tessitura e nei minerali delle rocce coinvolte.
Il metamorfismo regionale si può quindi suddividere in due tipi principali a seconda del gradiente termico:
- metamorfismo di Abukuma o Bosost, o di alto gradiente termico
- metamorfismo Barroviano, o di gradiente termico intermedio

Le principali facies metamorfiche coinvolte sono: la facies a scisti verdi, la facies anfibolitica e la facies granulitica.
le principali rocce associate a questo metamorfismo sono:
|              | Basiche               | Pelitiche                       | Acide      |
| Scisti verdi | Prasinite             | Fillade                         | Porfiroide |
| Anfibolitica | Anfibolite            | Micascisto Paragneiss Kinzigite | Ortogneiss |
| Granulitica  | Granulite melanocrata | Granulite leucocrata            | Migmatite  |

## Metamorfismo di Abukuma
Questo metamorfismo, che prende il nome dalla zona del Giappone in cui è stato studiato nel dettaglio, è caratterizzato da una rapida successione delle zone metamorfiche, dalla presenza dell'andalusite e della cordierite e dall'assenza della cianite.

## Metamorfismo Barroviano
Questo metamorfismo, che prende il nome dal geologo George Barrow, è caratterizzato dall'assenza dei minerali di alta pressione e bassa temperatura (prehnite, pumpellite...), dalla presenza di cianite e almandino e dall'assenza di andalusite.